# Ovaldrehen
Ovaldrehen ist eine im Drechslerhandwerk verwendete Technik zur Herstellung ovaler Produkte wie Schalen und Dosen.

## Beispiele
Besondere Beispiele stellen dafür die ovalen Pokale und Dosen aus Elfenbein in der Schatzkammer der sächsischen Kurfürsten und Könige, dem Grünen Gewölbe im Dresdner Schloss, dar. Die ältesten Stücke dort stammen aus dem 16. Jahrhundert.
Bis in die Mitte des vorigen Jahrhunderts wurden ovale Bilderrahmen noch in Drechsler-Werkstätten und Rahmen-Manufakturen hergestellt. Der Ovaldreher war unter den Drechslern ein gut bezahlter Spezialist.
Das Ovaldrehen erfolgte seit alters her auf dem Ovalwerk oder Ovaldrehwerk. Es wurde auch verwendet, um Artikel des täglichen Gebrauchs herzustellen, für die die ovale – genauer gesagt elliptische – Form besonders geeignet ist, wie zum Beispiel eine Brotschale oder zahlreiche weitere Gegenstände. Das Ovalwerk wurde vor Jahrzehnten durch produktivere Technologien ersetzt. Um 1980 begann eine Entwicklung, das alte, langsam und geräuschvoll laufende Ovalwerk durch einen modernen Mechanismus zu ersetzen, der ruhig und schnell läuft, aber unvermindert die alte Handfertigkeit erfordert.

## Neuzeit
Man findet heute auch noch ovale Produkte, aber sie sind aus Kunststoff oder Spritzguss oder mit computergesteuerten Maschinen hergestellt.